# Officine Elettro-Ferroviarie Tallero
Le Officine Elettro-Ferroviarie Tallero (OEFT) erano una fabbrica italiana di materiale meccanico, elettrico e rotabile per ferrovie e tranvie con sede a Milano.

## Storia
Nel 1906 fu realizzata la Ferrovia sopraelevata dell'Esposizione di Milano; gli equipaggiamenti di trazione e di alimentazione erano stati progettati e prodotti dal "Comitato per la Trazione Elettrica" del Dottor Giorgio Finzi, con stabilimento in via Giambellino.
Il 29 ottobre 1905 venne costituita una società anonima a Milano, a rogito del notaio Gerolamo Serina, con la ragione sociale di "Officine Elettro-Ferroviarie" e con capitale di Lire 1 500 000 (interamente italiano) elevabile a 4 000 000, che prese il posto del "Comitato" con lo scopo di costruire materiale meccanico, ferroviario ed elettrico di ogni tipologia. Il primo consiglio di amministrazione fu composto da Luigi Fortina (che assunse la carica di presidente) Emilio Schiapparelli, Amico Finzi, Luigi Lebolo, Moisé Jarach;  Giorgio Finzi ne divenne Consigliere delegato. Direttori generali erano gli ingegneri Emilio e Ugo Tallero.
La sede era in via Giambellino 115 su un'area di 140 000 m² collegata allo scalo ferroviario di Milano Porta Genova e alla rete tranviaria.
Le officine nel corso degli anni avviarono la produzione di numerose tipologie di rotabili tranviari e ferroviari, di autobus e di filobus. Furono realizzate anche opere di carpenteria metallica e perfino aeroplani.
La ragione sociale venne modificata in seguito all'ingresso tra gli azionisti degli ingegneri Emilio e Ugo Tallero assumendo il nome di Officine Elettro-Ferroviarie Tallero, il 30 marzo 1930, in seguito a delibera dell'assemblea degli azionisti e all'elevazione del capitale sociale a 18 000 000 di Lire. Nello stesso anno fu coniata per il solo personale dipendente una medaglia commemorativa per il 25º anniversario.
Gli impianti vennero danneggiati dai bombardamenti durante la seconda guerra mondiale. Nel dopoguerra, dopo le riparazioni, riprese la produzione con crescita fino all'inizio degli anni cinquanta. Entrata in crisi economica, venne posta in liquidazione il 24 febbraio 1954.

## Alcune tra le produzioni delle Officine Tallero
- Filobus urbani e interurbani
- Treni: le elettromotrici EBD.700.11-14 delle Ferrovie Nord Milano vennero prodotte dalle Officine Tallero nel 1932.
- Vagoni Ferroviari: Le officine negli anni Trenta fornirono alle FS anche vagoni ferroviari speciali ( le cosiddette carrozze cento porte ) allestiti come vagoni ospedale.
- Tram: Le officine consegnarono complessivamente 110 tram serie 1500 all'ATM di Milano; 12 Motrici serie 600 ATM (643-654) nel 1924 con equipaggiamento elettrico CGE[5]; Con le 12 motrici 501-512, nel 1954, l'ATM di Milano approntò altrettanti convogli bloccati con 24 rimorchiate:
- Autobus: nel periodo 1934-35 Tallero costruì per l'ATM Milano le carrozzerie di 12 autobus ALFA ROMEO 110 A a 3 assi.
- Gasogeni per automotrici (tra cui le FS ALg 56) e autobus.

La Tallero produsse anche attrezzature per lo Sport, su tutti: Tennis, Sci e sport acquatici. Nel 1933, in omaggio al transatlantico REX, che guadagnò il Nastro Azzurro, commercializzò un particolare modello di racchetta da tennis denominata appunto Nastro Azzurro, riportando la decalcomania del mitico vessillo.